# Antonio Roselli
Antonio Roselli (Arezzo, 1381 – Padova, 1466) è stato un giurista italiano.

## Biografia
Si laureò all'Università di Bologna nel 1406.
Professore di diritto a Bologna, Siena, Firenze, Roma e, dal 1439 alla morte, nell'Università di Padova. Fu consultore di papa Martino V, mediatore nel contrasto fra il re Ladislao III di Polonia e l'imperatore Sigismondo. Per conto di papa Eugenio IV fu mediatore nel contrasto di questo con l'imperatore Sigismondo. Fu anche inviato presso il re Carlo VII di Francia.
A Padova collaborò con Francesco Barozzi.
Sotto il profilo strettamente giuridico si occupò di matrimonio, di contratti, di successioni, di rapporti tra Stato e Chiesa.
Morto nel 1466 a Padova, è sepolto in un maestoso monumento nella basilica di Sant'Antonio di Padova.

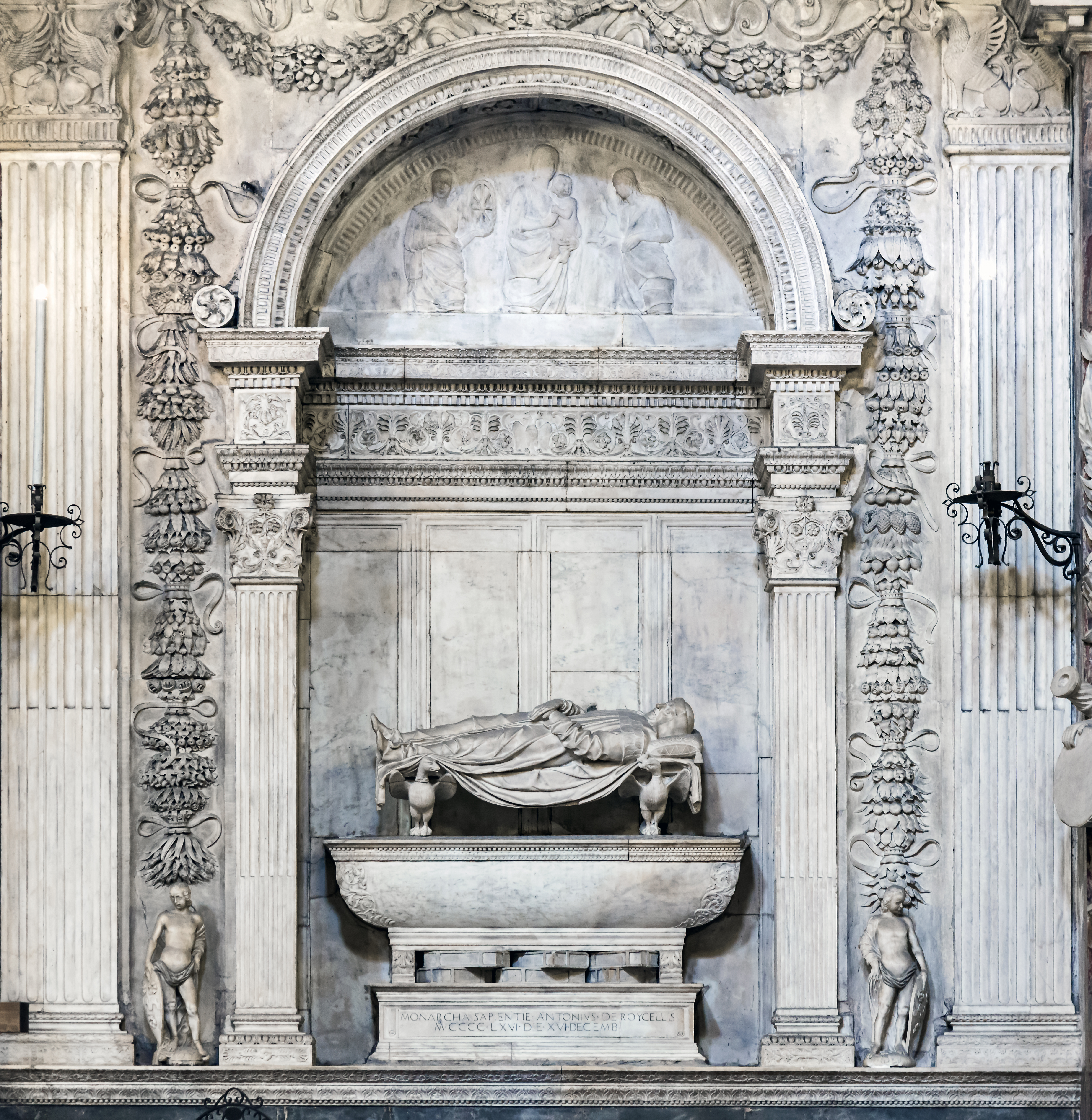
Monumento a Roselli, Basilica di Sant'Antonio, Padova.

L'inquisitore Heinrich Kramer scrisse un libello contro le sue dottrine, Opusculum in errores Monarchiae Antonii de Rosellis (Venezia, 1499).

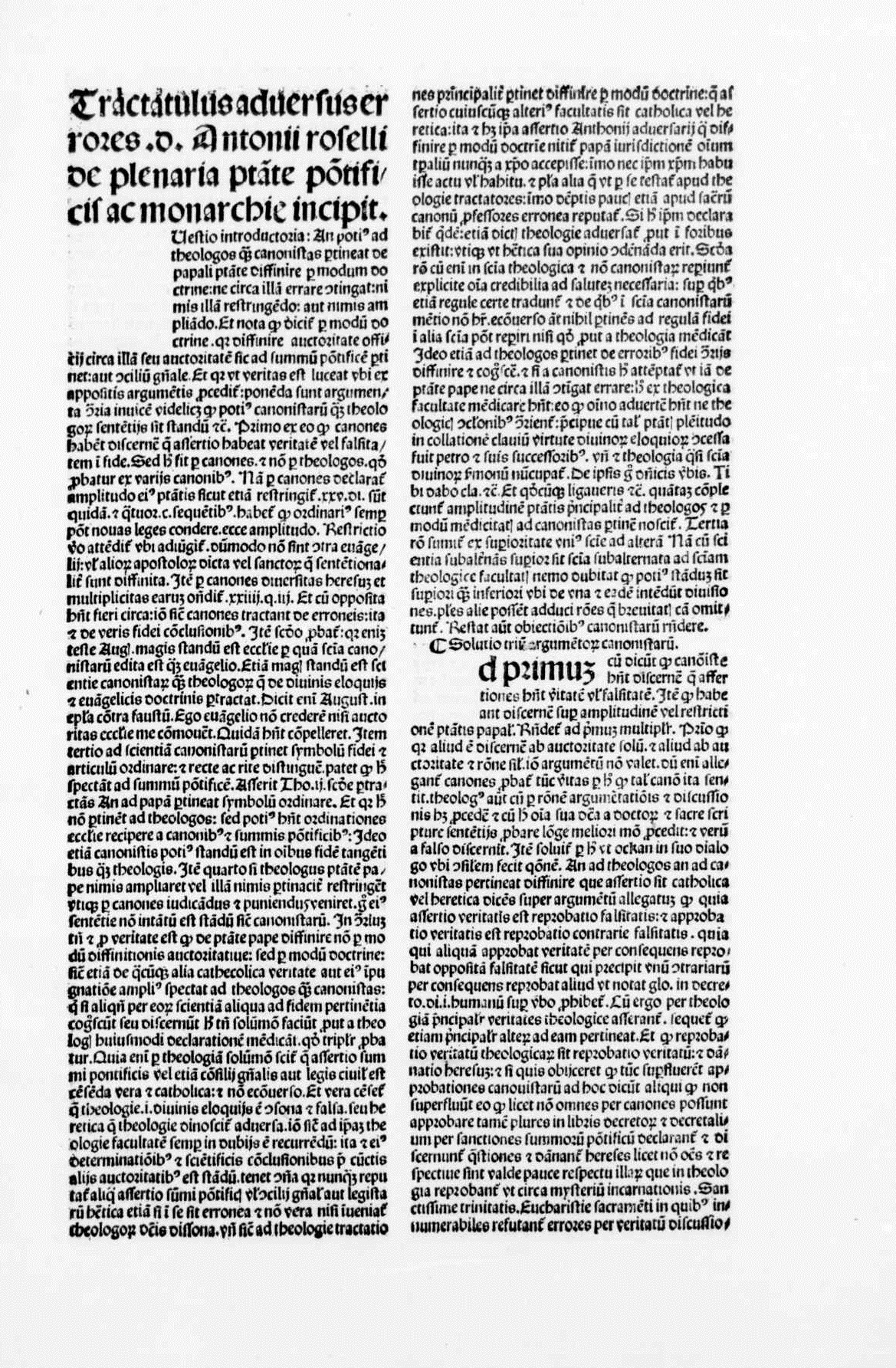
Heinrich Kramer, Opusculum in errores Monarchiae Antonii de Rosellis, Venezia, 1499

## Opere principali
- Tractatus legitimationum, 1407.

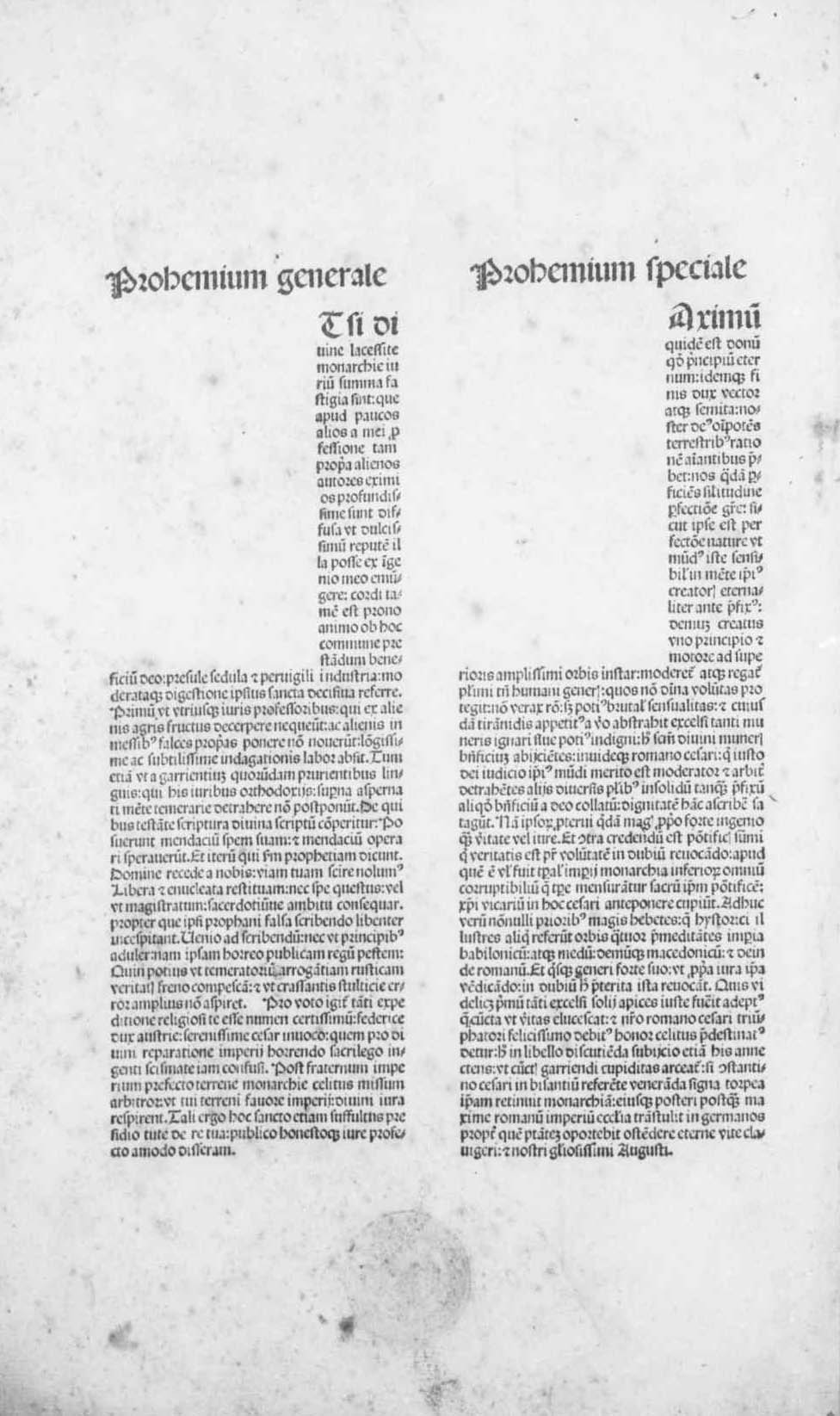
Monarchia, sive Tractatus de potestate imperatoris et papae, 1487

- Tractatus de ieiuniis, Roma, 1486.
- (LA) Monarchia, sive De potestate Imperatoris ac Papae, Venezia, Hermann Liechtenstein, 1487. (edizione definitiva)
- Tractatus de legitimatione, Pavia, 1494.
- De usuris: Traktaĵo pri la uzuro, Pavia, 1494.
- Tractatus de successionibus ab intestato, in Tractatus universi iuris, Venezia VIII, Franciscus Zilettus, 1584-86.
- Tractatus de iudiciis et tormentis, Venezia, XI.
- De indulgentiis.
- De Jejuniis.
- De successionibus ab intestato.
- De indictis et tortura.
- De Conciliis ac Synodis Generalibus, dedicato al doge Francesco Foscari (1373-1457).
- Tractatus de ornatu mulierum.
- De potestate papae et imperatoris.
- De legitimatione spuriorum.